# Kostel svaté Máří Magdaleny (Pařížov)
Románský kostel svaté Máří Magdalény (dříve patrně svatého Jana) se nalézá uprostřed malého hřbitova, ohrazeného kamennou zdí, na hraně nevysokého ostrohu nad údolím řeky Doubravy na severním okraji vesnice Pařížov, místní části obce Běstvina v okrese Chrudim.  Kostel je spolu s ohradní zdí přilehlého hřbitova a vstupní branou na hřbitov od roku 1958 chráněn jako nemovitá kulturní památka ČR.

## Historie
Románský kostel svaté Máří Magdaleny byl postaven kolem roku 1127.  Z této původní románské stavby se dochovala věž a část kostelní lodi. Zbývající část lodi a presbytář s dvojicí bočních kaplí pochází podle starších pramenů z doby barokní opravy v 18. století. 
V písemných pramenech je kostel v Pařížově připomínán jako filiální kostel v letech 1537 a 1589.

## Popis
Románský kostel svaté Máří Magdaleny představuje typ románského panského tribunového kostela. Původně stával proti věži velmožský dvorec, z něhož vedl můstek přímo do patra věže. Zazděný vchod do věže je dosud patrný, zvnějšku však pouze při opravách omítky.
Kostel svaté Máří Magdaleny v Pařížově je orientovaná jednolodní stavba s na západě představěnou štíhlou hranolovou věží. Zvonové patro věže osvětlují trojdílná sdružená okna (mimo západní strany, kde jsou dvě novodobá půlkruhově zakončená okna). Schodiště uvnitř věže je osvětleno pěti nestejně velikými štěrbinovými okny umístěnými v řadě nad sebou na jižní straně věže. Věž zakončuje stanová střecha s makovicí zakončenou dvojitým křížem. 
Kostelní loď je zakončena neodsazeným trojboce zakončeným presbytářem a dvojicí přistavěných bočních kaplí pocházejících z doby barokní přestavby kostela v 18. století.
Kostel je omítnut okrově zbarvenou vápennou omítkou.
Vnitřní zařízení kostela je vesměs novodobé z 19. století, pořízené v rámci velké opravy roce 1837. Varhany pro kostel postavil roku 1909 pražský varhanář Karel Urban.

## Galerie

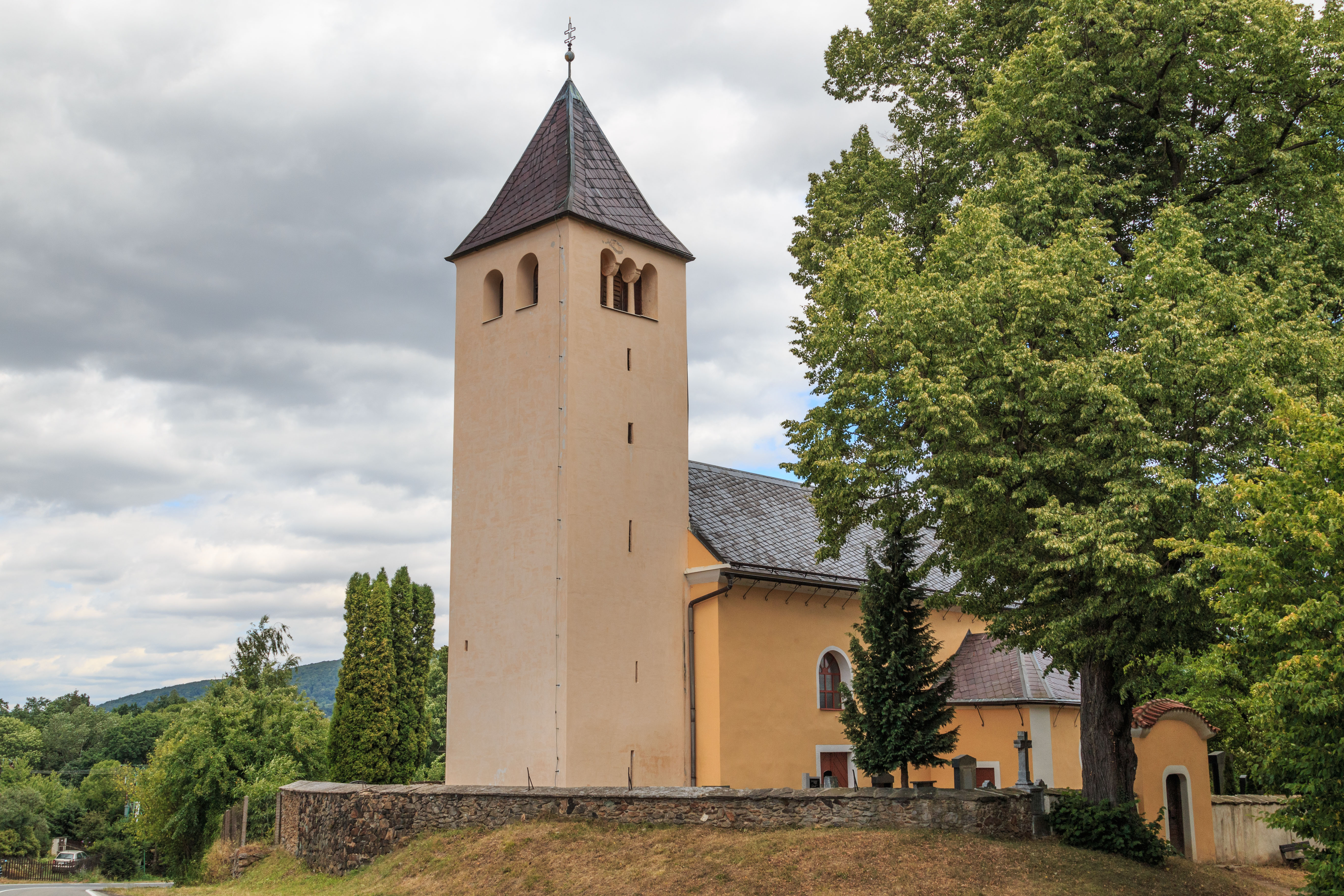
kostel svaté Máří Magdaleny v Pařížově s ohradní zdí hřbitova a branou na hřbitov
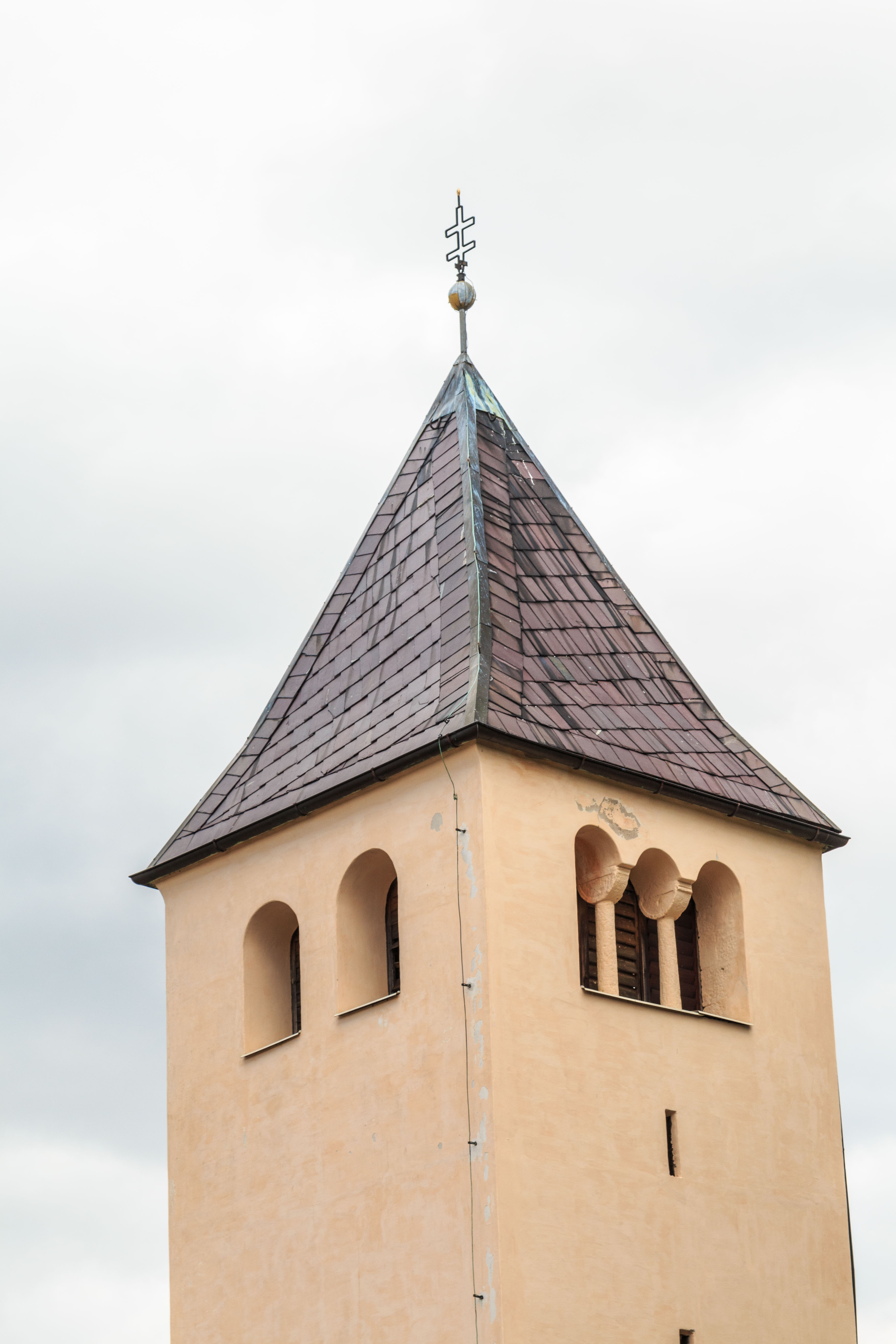
kostel svaté Máří Magdaleny v Pařížově - detail zvonového patra věže
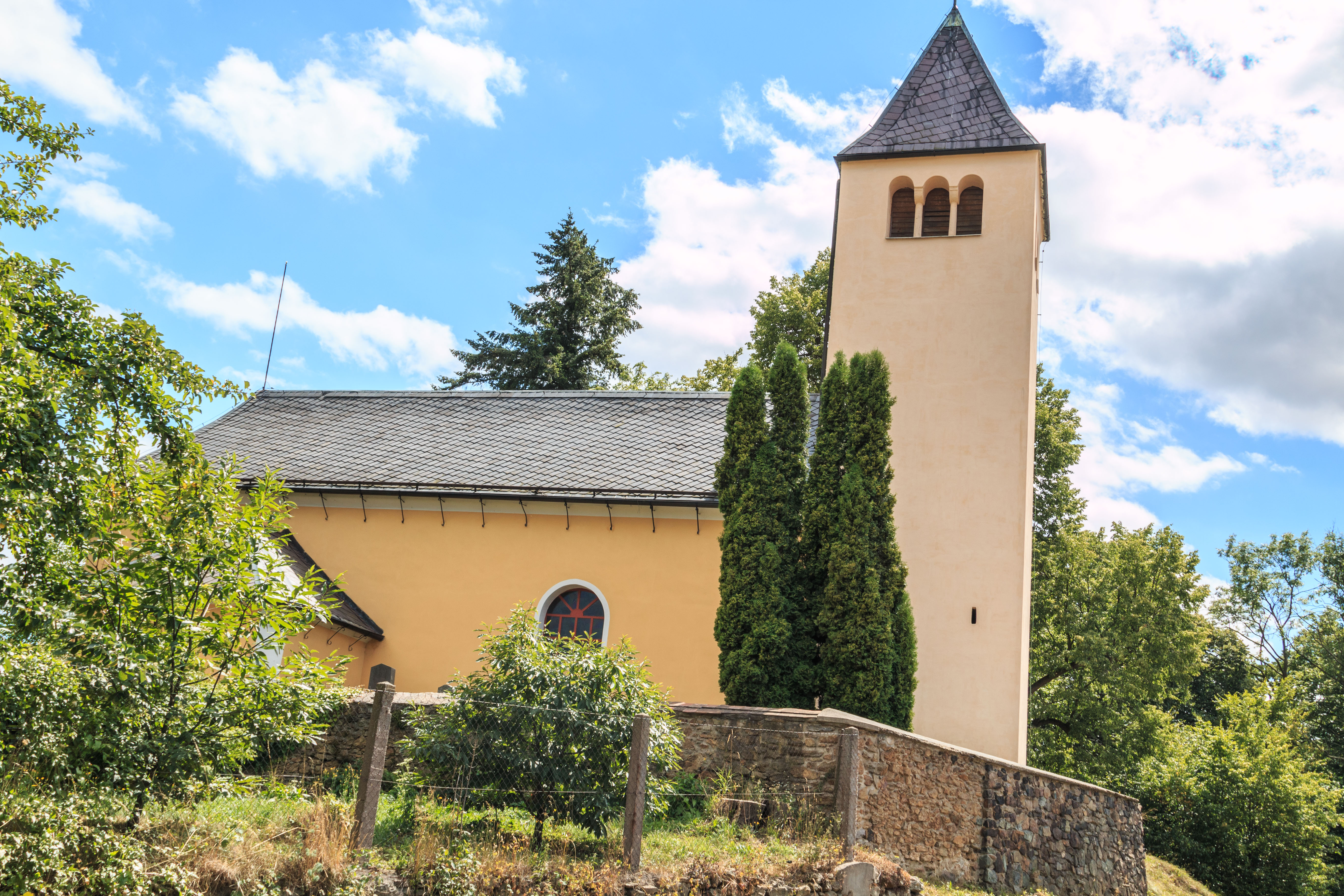
kostel svaté Máří Magdaleny v Pařížově
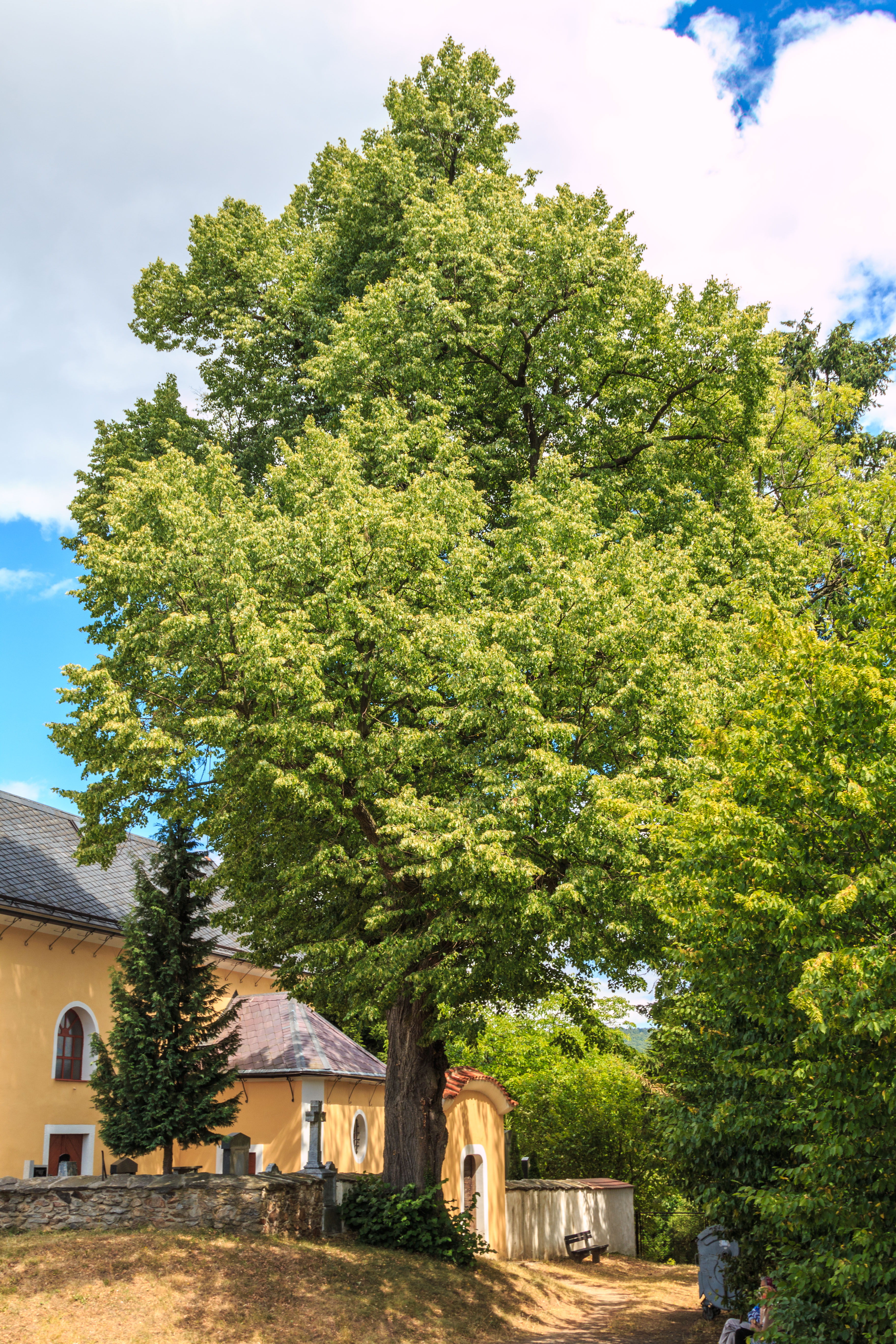
ohradní zeď hřbitova u kostela svaté Máří Magdaleny v Pařížově